# Stadio Dino Manuzzi
Het Stadio Dino Manuzzi is een voetbalstadion in Cesena, dat plaats biedt aan 23.860 toeschouwers. Vaste bespeler is Cesena FC. Het stadion werd gebouwd in 1957 onder de naam La Fiorita. Het veld bestaat uit kunstgras. Het bedrijf Orogel is naamsponsor van het stadion.

## Interlandoverzicht
| 1 | 20 september 1989 | Italië – Bulgarije  | 4 – 0 | Vriendschappelijk   | 22.328 |
| 2 | 19 februari 1992  | Italië – San Marino | 4 – 0 | Vriendschappelijk   | 18.353 |
| 3 | 18 november 2009  | Italië – Zweden     | 1 – 0 | Vriendschappelijk   | 22.827 |
| 4 | 7 juni 2022       | Italië – Hongarije  | 2 – 1 | UEFA Nations League | 14.942 |

Giuseppe Meazza (AC Milan/Inter Milan) ·
Olimpico (AS Roma/SS Lazio) ·
Atleti Azzuri (Atalanta Bergamo) ·
Renato Dall'Ara (Bologna) ·
Giovanni Zini (Cremonese) ·
Carlo Castellani (Empoli) ·
Artemio Franchi (Fiorentina) ·
Marcantonio Bentegodi (Hellas Verona) ·
Allianz Stadium (Juventus) ·
Via del Mare (Lecce) ·
Brianteo (Monza) ·
Diego Armando Maradona (Napoli) ·
Arechi (Salernitana) ·
Luigi Ferraris (Sampdoria) ·
Città del Tricolore (Sassuolo) ·
Alberto Picco (Spezia) ·
Olimpico di Torino (Torino) ·
Friuli (Udinese)
Cino e Lillo Del Duca (Ascoli) ·
San Nicola (Bari) ·
Ciro Vigorito (Benevento) ·
Mario Rigamonti (Brescia) ·
Unipol Domus (Cagliari) ·
Pier Cesare Tombolato (Cittadella) ·
Giuseppe Sinigaglia (Como) ·
San Vito-Gigi Marulla (Cosenza) ·
Benito Stirpe (Frosinone) ·
Luigi Ferraris (Genoa) ·
Alberto Braglia (Modena) ·
Renzo Barbera (Palermo) ·
Ennio Tardini (Parma) ·
Renato Curi (Perugia) ·
Garibaldi-Romeo Anconetani (Pisa) ·
Oreste Granillo (Reggina) · 
Paolo Mazza (SPAL) ·
Druso (Südtirol) ·
Libero Liberati (Ternana) ·
Pierluigi Penzo (Venezia)